# Remigia repandana
Remigia repandana là một loài bướm đêm trong họ Erebidae.